# Charles Misner

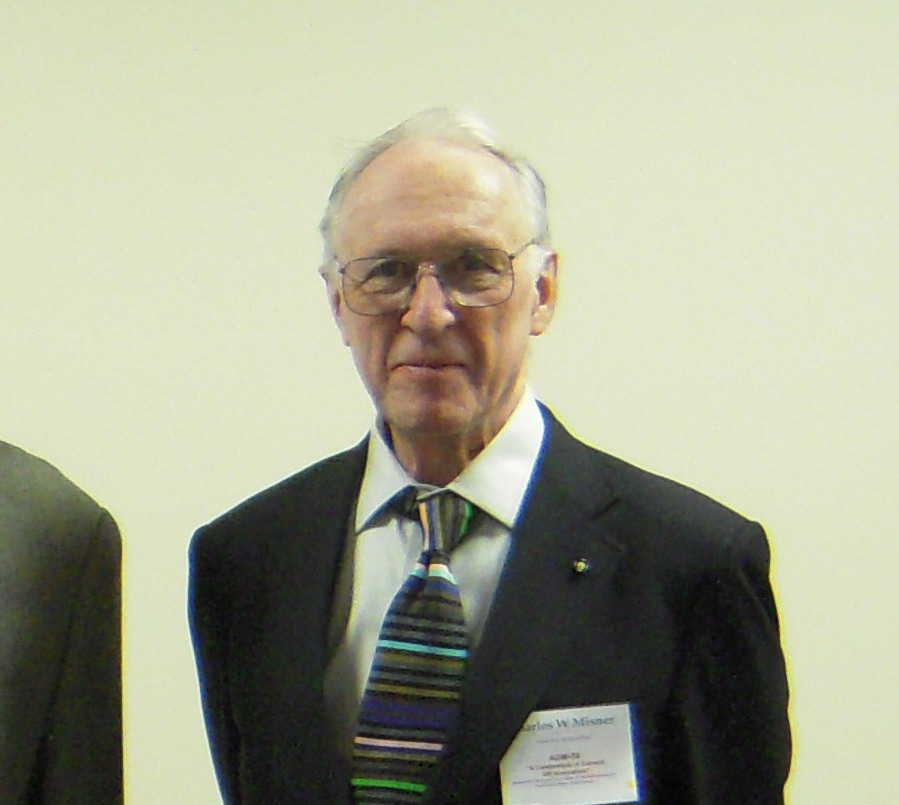
Charles Misner (2009).

Charles W. Misner (* 13. Juni 1932 in Jackson (Michigan); † 24. Juli 2023) war ein US-amerikanischer theoretischer Physiker, der sich mit der Gravitationstheorie beschäftigte.

## Leben
Misner machte seinen Bachelor-Abschluss 1952 an der University of Notre Dame, seinen Master 1954 an der Princeton University, wo er 1957 bei John Archibald Wheeler promovierte („Outline of Feynman Quantization of General Relativity“). Ab 1956 war er „Instructor“ in Princeton und ab 1959 Assistant Professor. 1963 ging er als Associate Professor an die University of Maryland in College Park, wo er 1966 bis 2000 Professor für Physik war. Seitdem war er dort Professor Emeritus und Senior Research Scientist in der Gruppe für Gravitationsphysik. Er war unter anderem Gastprofessor 1966/67 und 1976 in Cambridge in England, 1959 und 1976 am Niels-Bohr-Institut in Kopenhagen, 1971 am Institut für physikalische Probleme der Akademie der Wissenschaften in Moskau, 1972 am Caltech, 1973 am All Souls College in Oxford, 1980/81 und 2000 an der University of California in Santa Barbara und 2000–2002 und 2005 am Max-Planck-Institut für Gravitationsphysik in Potsdam.
1958 bis 1962 war er Sloan Research Fellow, 1968 Fellow der American Physical Society und 1972/73 Guggenheim Fellow. 1994 erhielt er mit Stanley Deser und Richard Arnowitt den Dannie-Heineman-Preis für mathematische Physik, 2015 mit Desner die Albert-Einstein-Medaille. Er war Mitglied der American Academy of Arts and Sciences (2000).
Bekannt ist Misner für seinen kosmologischen Ansatz des „Mixmaster-Universums“ (als Modell einer chaotischen, oszillierenden kosmologischen Entwicklung), die Arnowitt-Deser-Misner-Massendefinition und die Arnowitt-Deser-Misner (ADM) Form der Feldgleichungen der allgemeinen Relativitätstheorie (in einer „Hamiltonschen Form“ von Bewegungsgleichungen durch Aufteilung in dreidimensionale raumartige Hyperflächen und Einführung einer zeitartigen Koordinate). Mit seinem Studenten Beckedorff gab er sehr früh in den 1960er Jahren als Fortentwicklung der Oppenheimer-Snyder-Behandlung eines Gravitationskollapses eine Lösung der Feldgleichungen für das an, was später Schwarzes Loch genannt wurde. Später beschäftigten sich Misner u. a. mit numerischer Behandlung der Allgemeinen Relativitätstheorie.
Mit seinem Lehrer John A. Wheeler und Kip Thorne verfasste er 1973 das Lehrbuch Gravitation, welches bis heute (2023) als Standardwerk gilt. Mit Patrick Cooney veröffentlichte er 1991 das Buch Spreadsheet Physics über die Verwendung von Tabellenkalkulationsprogrammen im Physik-Unterricht.
Zu seinen Doktoranden zählt Carl H. Brans.

## Schriften (Auswahl)
Soweit nicht in den Fußnoten zitiert.
- Charles Misner, John Archibald Wheeler: Classical physics as geometry, Annals of Physics, Band 2, 1957, S. 525–603
- R. Arnowitt, S. Deser, C. W. Misner: The dynamics of General Relativity. In: Louis Witten: Gravitation. An introduction to current research. 1962, arxiv:gr-qc/0405109
- Charles Misner: Differential geometry and differential topology, in De Witt/De Witt, Relativity groups and topology, Les Houches Lectures, Blackie 1964
- Charles Misner, D. H. Sharp:  Relativistic equations for adiabatic, spherically symmetric gravitational collapse, Phys. Rev. B, Band 146, 1964, S. 571–576
- Charles Misner: Relativistic equations of spherical gravitational collapse with escaping neutrinos, Phys. Rev. B, Band 137, 1965, S. 1360–1364
- Charles Misner: Taub-NUT space as a counterexample to almost everything, in: Lectures in applied mathematics, Band 8, 1967, S. 160
- Charles Misner: The isotropy of the universe, Astroph. J., Band 151, 1968, S. 43–457
- Charles Misner, Abraham Taub: A Singularity-free empty universe, Sov. Phys. JETP, Band 28, 1969, S. 122
- Charles Misner: Absolute zero of time, Phys. Rev., Band 186, 1969, S. 1328–1333
- Charles Misner: Gravitational collapse, in: Chretien, Deser, Goldstein, Astrophysics and General Relativity, Band 1, Gordon and Breach, 1969
- Charles Misner: Classical and quantum dynamics of a closed universe, in: Carmeli, Fickler, Witten, Lectures on general relativity, Plenum 1970
- Charles Misner: Stability of Kerr black holes against scalar perturbation, Bull. Am. Phys. Soc., Band 17, 1972, S. 472
- Charles Misner: Minisuperspace, in John R. Klauder, Magic without Magic, Freeman 1972
- Charles Misner, John Archibald Wheeler: Conservation laws and the boundary of a boundary, in Shelest: Gravitation, Problems and Prospects, Kiew 1972
- Charles W. Misner, Kip S. Thorne, John A. Wheeler: Gravitation. Freeman, New York, 1973, 2000, ISBN 0-7167-0334-3.
- Charles W. Misner, Patrick A. Cooney: Spreadsheet Physics, Addison-Wesley 1991
- Charles W. Misner, Kip S. Thorne und Wojciech Zurek: John Wheeler, relativity, and quantum information. In: Physics Today 62, April 2009, S. 40–46 (über seinen Lehrer John A. Wheeler).